# Baron Cromwell
Baron Cromwell ist ein erblicher britischer Adelstitel, der fünfmal in der Peerage of England geschaffen wurde.

## Verleihungen
Der Titel wurde erstmals am 10. März 1308 durch Writ of Summons für John de Cromwell geschaffen.  Er erlosch schon um 1335 mit dessen Tod. 
Die zweite Verleihung erfolgte am 28. Dezember 1375 durch Writ of Summons an Ralph de Cromwell. Als Barony by writ fiel der Titel 1456, beim kinderlosen Tod des 3. Barons, in Abeyance zwischen seinen beiden Nichten, die nach dem Tod der Jüngeren 1490 für die ältere als 4. Baroness beendet wurde. Bei deren kinderlosem Tod 1497 fiel der Titel in Abeyance zwischen den drei Enkelinnen ihres Großvaters, des 2. Barons, bzw. deren Erben. Der Titel ruhte für 426 Jahre, bis er am 16. Juli 1923 für Robert Bewicke-Copley als 5. Baron wiederhergestellt wurde. Heutiger Titelinhaber ist dessen Enkel Godfrey Bewicke-Copley, 7. Baron Cromwell. Während der Titel ruhte, war die Baronie Cromwell drei weitere Male neu geschaffen worden und erloschen.
Am 25. Juli 1461 wurde der Titel erneut geschaffen, diesmal durch Writ of Summons für Sir Humphrey Bourchier, den dritten Sohn des Henry Bourchier, 1. Earl of Essex. Er war mit einer der beiden Nichten des 3. Barons zweiter Verleihung verheiratet. Der Titel wird teils auch Baron Bourchier of Cromwell genannt. Sein Titel erlosch bereits zehn Jahre später, als er kinderlos starb.
Am 9. Juli 1536 wurde der Titel Baron Cromwell, of Wimbledon in the County of Surrey, durch Letters Patent für den englischen Staatsmann Thomas Cromwell geschaffen. Am 17. April 1540 wurde er zudem der Titel Earl of Essex verliehen. Im Juli 1540 wurde er wegen Hochverrats geächtet, ihm seine Titel aberkannt und er hingerichtet.
In fünfter Verleihung wurde am 18. Dezember 1540 der Titel Baron Cromwell, of Oakham in the County of Rutland, für Thomas Cromwells Sohn Gregory Cromwell geschaffen. Dessen Urenkel, der 4. Baron, wurde am 22. November 1624 in der Peerage of Ireland auch zum Viscount Lecale, of Lecale in Ulster, und 15. April 1645 zum Earl of Ardglass erhoben, der Baronstitel wurde daraufhin als nachgeordneter Titel des jeweiligen Earls geführt wurde. Alle drei Titel erloschen am 26. November 1687 beim Tod seines zweiten Sohnes, des 4. Earls und 7. Barons.

## Liste der Barone Cromwell

### Barone Cromwell, erste Verleihung (1308)
- John de Cromwell, 1. Baron Cromwell († um 1335)

### Barone Cromwell, zweite Verleihung (1375)
- Ralph de Cromwell, 1. Baron Cromwell († 1397)
- Ralph de Cromwell, 2. Baron Cromwell (1368–1417)
- Ralph Cromwell, 3. Baron Cromwell (1403–1456) (Titel abeyant 1456)
- Maud Stanhope, 4. Baroness Cromwell († 1497) (Abeyance beendet 1490, Titel abeyant 1497)
- Robert Godfrey Wolesley Bewicke-Copley, 5. Baron Cromwell (1893–1966) (Abeyance beendet 1923)
- David Godfrey Bewicke-Copley, 6. Baron Cromwell (1929–1982)
- Godfrey John Bewicke-Copley, 7. Baron Cromwell (* 1960)

Titelerbe (Heir Apparent) ist der älteste Sohn des jetzigen Barons, Hon. David Godfrey Bewicke-Copley (* 1998).

### Barone Cromwell, dritte Verleihung (1461)
- Humphry Bourchier, 1. Baron Cromwell († 1471)

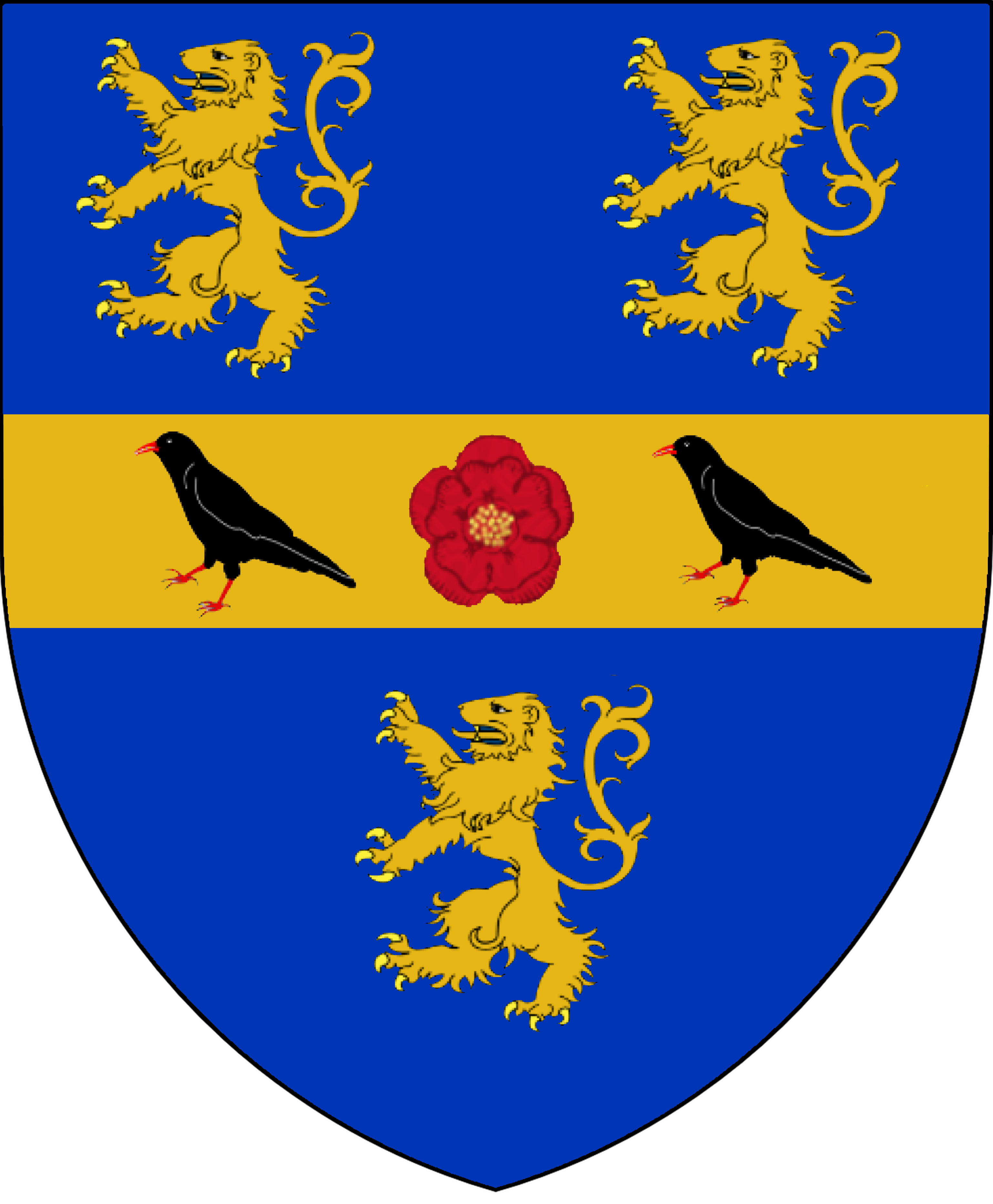
Wappen des 1. Barons Cromwell vierter Verleihung

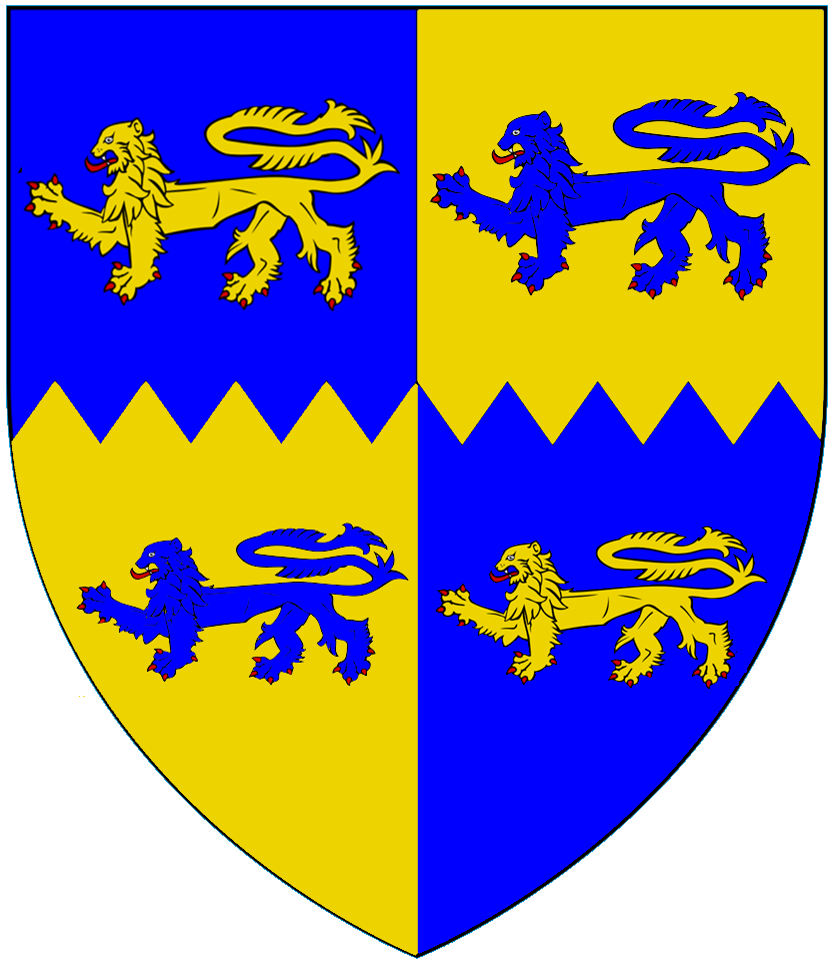
Wappen des 1. Barons Cromwell fünfte Verleihung

### Barone Cromwell, vierte Verleihung (1536)
- Thomas Cromwell, 1. Earl of Essex, 1. Baron Cromwell (1485–1540) (verwirkt 1540)

### Barone Cromwell, fünfte Verleihung (1540)
- Gregory Cromwell, 1. Baron Cromwell (1514–1551)
- Henry Cromwell, 2. Baron Cromwell (1538–1592)
- Edward Cromwell, 3. Baron Cromwell (1559–1607)
- Thomas Cromwell, 1. Earl of Ardglass, 4. Baron Cromwell (1594–1653)
- Wingfield Cromwell, 2. Earl of Ardglass, 5. Baron Cromwell (1622–1668)
- Thomas Cromwell, 3. Earl of Ardglass, 6. Baron Cromwell (1653–1682)
- Vere Essex Cromwell, 4. Earl of Ardglass, 7. Baron Cromwell (1623–1687)